# Explosion de l'usine chimique de Yancheng
L’explosion de l'usine chimique de Yancheng a eu lieu le 21 mars 2019 en Chine orientale, dans la zone industrielle de la ville de Yancheng (province du Jiangsu). Le bilan porte le nombre de personnes tuées à 78 et le nombre de blessés à 617, ce qui en fait un incident industriel majeur à l'échelle du pays, mais aussi à l'échelle mondiale.